# Muça ibne Muçabe Alcatami
Muça ibne Muçabe Alcatami (em árabe: موسى بن مصعب الخثعمي; romaniz.: Musa ibn Mus'ab al-Khath'ami; m. 785) foi governador provincial do Califado Abássida, servindo em várias ocasiões na Jazira, Moçul e Egito.

## Vida
Descrito como um maula da tribo dos catamitas, era filho de Muçabe ibne Rabi, um secretário do último califa omíada Maruane II que mais tarde se submeteu aos abássidas durante a Revolução Abássida. Ele próprio parece ter tido relações estreitas com a família reinante, tendo sido supostamente "irmão de leite" do terceiro califa abássida Almadi em Humaima. Durante o reinado de Almançor (r. 754–775), foi nomeado em várias ocasiões como governador de Jazira e Moçul. Enquanto estava lá, promulgou severas políticas tributárias que levaram a uma agitação generalizada e ganhou uma longa condenação de suas atividades na Crônica de Zuquenim. Almadi, no entanto, o devolveu ao mesmo posto em 783-784, durante o qual executou os planos do califa de construir uma ampliação da mesquita de sexta-feira em Moçul.
Em 784, foi nomeado governador do Egito com jurisdição sobre os assuntos militares e tributários, e com a tarefa de reprimir a rebelião em andamento de Diá ibne Muçabe no Alto Egito. Pouco tempo depois de sua chegada, alienou seriamente um grande segmento da população com seus grandes aumentos de impostos, incluindo a duplicação do imposto sobre o fadã e imposição de taxas sobre os mercados e animais de carga, e sua posição foi ainda mais prejudicada depois que foi acusado de aceitar suborno. Em resposta, os caicitas e os iemenitas do distrito de Haufe se uniram contra ele e proclamaram uma guerra de resistência, enquanto os membros enfurecidos do junde de Fostate]], por sua vez, formaram um pacto secreto com os haufitas para não lutar contra eles. Na primavera de 785, Muça liderou seus exércitos, mas no encontro resultante foi derrotado, abandonado por seus homens e morto pelos rebeldes.